# 陈崇 (西汉)
陈崇（?—?），西汉末年新朝时南阳郡（今河南省南阳市）人。
陈崇因为自己的才能被王莽看重。汉哀帝死後，汉平帝即位，王莽专权，任陈崇为大司徒司直。陈崇和张竦关系好，一起草奏歌颂王莽的功德，比他为周公。陈崇作为八使之一巡览天下风俗，为郡国造歌谣称颂王莽，一共三万言。因此封为南乡侯。王莽由此称宰衡，加九锡。陈崇与刘歆等治明堂、宣教化。升为司威。王邑等在圉地破翟义，王莽派他监军。陈崇多次上书言事。再任司命。王莽下诏陈崇治校军功，排列高下。始建国元年（9年），王莽称帝，封陈崇为统睦侯。